# Rue Léon-Noël
La rue Léon-Noël  est une voie de la commune française de Cannes dans le département des Alpes-Maritimes en région Provence-Alpes-Côte d'Azur.

## Situation et accès
La rue Léon-Noël est une voie des quartiers Carnot et Prado - République dans la commune française de Cannes dans le département des Alpes-Maritimes en région Provence-Alpes-Côte d'Azur.
C'est une voie urbaine de communication située entre le Boulevard Carnot et le Boulevard de la République dont la fonction est résidentielle et commerçante. 
C'est une rue très pentue dont la circulation est à sens unique entre l'avenue du Maréchal-Galliéni et le boulevard Carnot et entre la rue Boucicaud et le Boulevard de la République.

## Origine du nom
Elle porte par délibération du 8 novembre 1944 le nom de Léon-Noël, résistant cannois membre du Corps Franc des Mouvements unis de la Résistance, de l'Armée Secrète et des Francs-tireurs et partisans sous le nom de code de Grand Duc, arrêté par la Gestapo le 21 septembre 1943 dans son magasin de cycle du 23 de la rue du Titien et assassiné le 23 après avoir été torturé villa Montfleury.

## Historique
D'une longueur de 410 mètres, la voie est percée en deux tranches : du boulevard Carnot à la rue du Maréchal-Galliéni en 1885 puis de cette avenue au boulevard de la République en 1891. Elle est à l'origine dénommée rue du Titien, du surnom du peintre vénitien Tiziano Vecellio.

## Bâtiments remarquables et lieux de mémoire
Au numéro 4 se trouve l'immeuble de cinq étages (le cinquième est en retrait à l'arrière de la corniche) de l'immeuble dit « Le Titien » construit en 1955 par l'architecte Lucien Dalmasso dans un style éclectique à tendance moderne. Sa façade est ordonnancée en trois travées soulignées de chambranles alternant avec des motifs carrés en relief.
Au numéro 9 se trouve la maison dite « villa Patricia », puis « villa Amicie » construite vers 1878 au cœur d'un jardin en partie disparu et actuellement occupée par une école. 
Sur la façade de la maison située au numéro 35 (anciennement 23 rue du Titien), où se trouvait le magasin de cycles de Léon Noël, sont apposées deux plaques en son hommage et en hommage à Claude Levisalles, tombés sous les balles de la Gestapo le 21 septembre 1943.

### Protection du patrimoine
L'ensemble de ces édifices est inscrit à l'inventaire général du patrimoine culturel au titre du recensement du patrimoine balnéaire de Cannes.